# Autovía de Los Llanos
La autovía de Los Llanos es una autovía urbana situada en la ciudad española de Albacete.
Construida sobre la CM-3203, la carretera autonómica de Castilla-La Mancha con mayor volumen de vehículos, tiene una longitud de 4,5 km desde su inicio en la Circunvalación de Albacete hasta el Parque Aeronáutico y Logístico de Albacete, donde finaliza. 
Además de la Circunvalación de Albacete y el Parque Aeronáutico y Logístico de Albacete, cuenta con conexiones con Sepulcro-Bolera, Pedro Lamata, San Pedro-Mortero, la Segunda Circunvalación de Albacete o AB-20, el parque periurbano La Pulgosa, la Maestranza Aérea de Albacete, el Aeropuerto de Albacete, La Pulgosa, Los Llanos, Aguasol o Aguas Nuevas.
Tiene dos carriles por sentido, mediana, carril bici, varias rotondas y vías anexas a cada lado que conectan con las diferentes áreas residenciales contiguas.

## Tramo
| Denominación | Tramo                                                 | Año servicio | km  |
| ------------ | ----------------------------------------------------- | ------------ | --- |
| CM-3203      | Albacete - Parque Aeronáutico y Logístico de Albacete | 2017         | 4,6 |